# Therme Nova Köflach

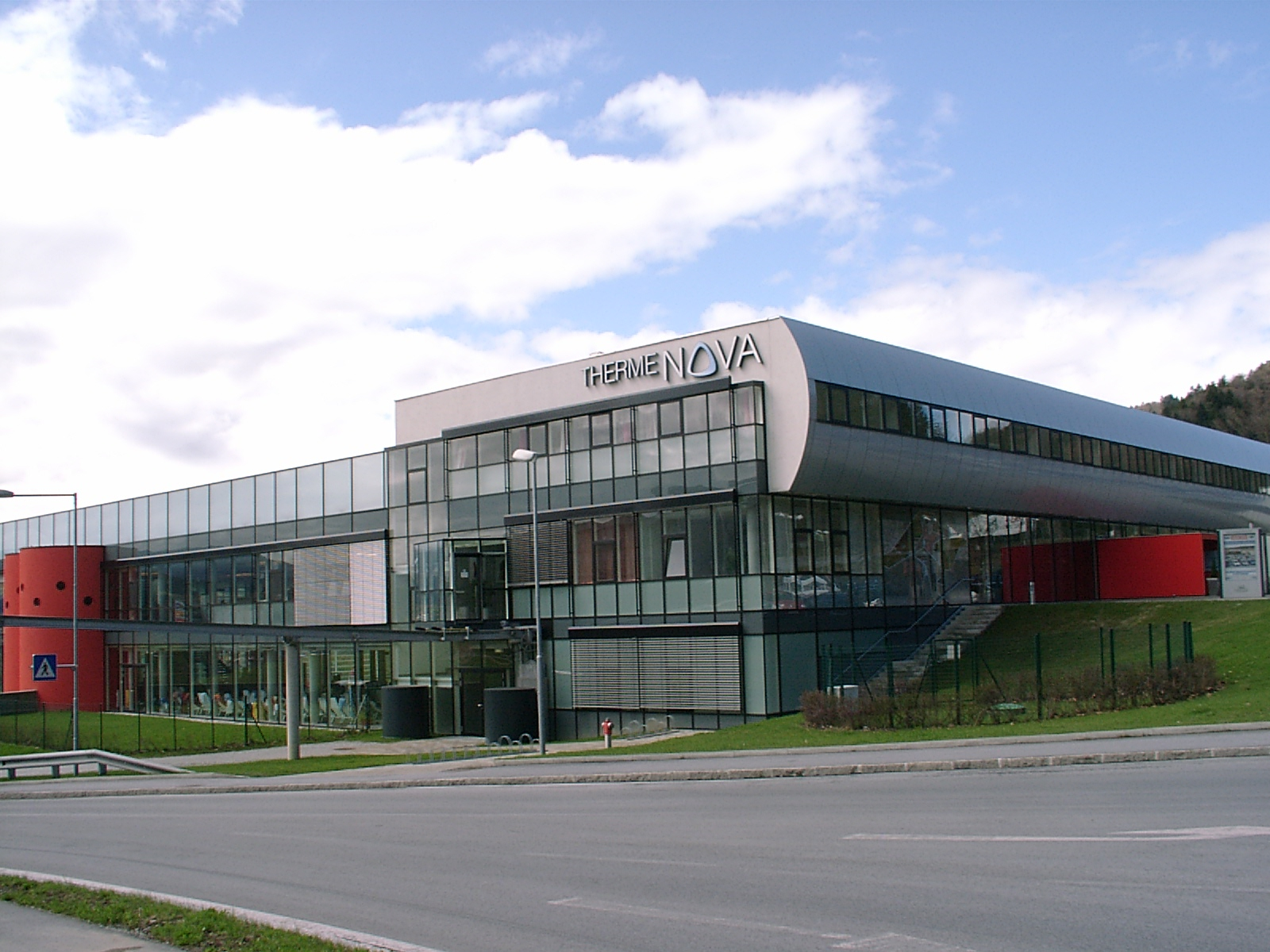
Therme Nova in Köflach

Die Therme Nova Köflach ist ein Thermalbad in der Stadtgemeinde Köflach im Bezirk Voitsberg in der Steiermark.

## Geschichte
Die Idee eines Thermalbades wurde durch die Notwendigkeit geboren, das über 25 Jahre alte Hallenbad der Stadtgemeinde einer Generalsanierung mit erwarteten Aufwendungen in zweistelliger Millionenhöhe zu unterziehen.
Bereits während des schleichenden Endes des Bergbaues in der Region machten sich die Verantwortlichen in Köflach Gedanken über die wirtschaftliche Situation. Im Februar 1998 bekam die Stadtgemeinde Köflach eine schriftliche Aufforderung des Landes Steiermark, zukunftsträchtige Konzepte und Projekte für eine wirtschaftliche „Wiederaufrüstung“ der Region Köflach-Voitsberg vorzulegen. Im Antwortschreiben wurde unter anderem die „Vision eines Thermalbades“ angeführt. Köflachs Bürgermeister Franz Buchegger machte sich die Umsetzung der Vision zur Aufgabe. Im Oktober 1998 erfolgte die erste Kontaktaufnahme mit der Firma Geoteam bezüglich der grundsätzlichen Möglichkeit, in Köflach Thermalwasser zu erschließen. Im Jänner 1999 beschloss der Gemeinderat der Stadtgemeinde Köflach einstimmig die Durchführung einer Bohrung. Im Juli begannen die Bohrarbeiten. Im Oktober 1999 sprudelte aus dem 1039 m tiefen Bohrloch Thermalwasser.
Ein weiterer Meilenstein auf dem Weg zur Thermenstadt war gesetzt und wurde im November 1999 mit einem „Wasserfest“ mit 1500 Besuchern in der Sporthalle und einer „Dankes-Wallfahrt“ mit 1000 Pilgern nach Mariazell im Dezember 1999 gefeiert. Bereits während der Bohrung war ein Architektenwettbewerb für die zukünftige Therme im Gang. Im Februar 2000 lag das „Team A Graz“ mit Herbert Missoni und Othmar Reinisch unter dem Arbeitstitel „Virtuelle Therme“ das überzeugendste Projekt vor. Im März 2000 wurden die Thermalbad Köflach Gründer- und Errichter GesmbH und die Thermal- und Mineralwasser Köflach GesmbH gegründet. Im Oktober 2000 wurde das Thermenprojekt den Investoren und Medien präsentiert. Gleichzeitig startete die Investorensuche zur Aufbringung des Eigenmittelanteils. 2001 wurde das Projekt um ein Hotel nach dem Entwurf von Architekt Kreibich erweitert.
Zur Erlangung der Anerkennung als Heilvorkommen wurde das Wasser der Bohrung gemäß den Bestimmungen des Bundesgesetzes über natürliche Heilvorkommen und Kurorte und des Steiermärkischen Heilvorkommen- und Kurortegesetzes im Frühjahr 2000 einer Vollanalyse für Thermalwasser unterzogen. Im selben Jahr wurde die in Piber erbohrte „Barbara-Thermalquelle“ als Heilvorkommen anerkannt.
Im Mai 2003 kam es zur Umwandlung der Thermalbad Köflach Gründer- und Errichter GesmbH in die Therme Nova Köflach GmbH & Co. KG. Am 14. Juni 2003 wohnten 1000 Menschen der Grundsteinlegung für Therme und Hotel mit Kardinal Franz König bei.
Am 8. Oktober 2004 eröffneten Hotel & Therme Nova. Vier Jahre später wurde im Hotel auch der Kurbetrieb für 3-wöchige stationäre Kuren über den Hauptverband Österreichischer Versicherungen aufgenommen.
Im September 2015 eröffnete das Institut/Ambulatorium für Physiotherapie Therme Nova für Therapien auf Überweisungsschein. Der Saunabereich am Dach wurde 2018 durch eine Panoramasauna für 70 Personen erweitert. Die Stadtgemeinde Köflach errichtete 2019 den an die Therme durch ein Drehkreuz begehbaren Bewegungspark.

## Thermalquelle
Das Thermalwasser der Therme Nova, auch Akratotherme genannt, wird aus der Barbaraquelle im Ortsteil Piber gespeist. Die Bohrtiefe der Thermalquelle beträgt 1.039 m und die Temperatur auf Sohle 35,9 °C.
Die durchgeführte „Große Heilwasseranalyse“ zeigt, dass mit dieser Bohrung ein Calcium-Magnesium-Hydrogencarbonat-Sulfat-Thermalwasser mit einer Summe von gelösten festen Stoffen von 382,9 mg/l erschlossen wurde. Die Thermalquelle, aus der die Therme und auch das Hotelbecken gespeist werden, ist als Heilvorkommen anerkannt. Die Mineralisierung des Köflacher Heilwassers ist sowohl für die Nutzung in einem Thermalbad als auch für die Anwendung als Thermalwasser zum Baden und Trinken geeignet.
Das balneomedizinische Gutachten des Instituts für Pharmakologie und Toxikologie an der Karl-Franzens-Universität Graz zeigt folgendes Wirkspektrum auf:
- entzündlichen und degenerativen Rheumatismus
- Weichteilrheumatismus
- Kreislauferkrankungen
- neurologische Erkrankungen
- gynäkologische Erkrankungen

## Architektur
Hotel & Therme Nova wurden bis 2004 nach den Plänen des Team A in Graz mit den Architekten Herbert Missoni und Othmar Reinisch auf dem Areal des ehemaligen Hallenbades Köflach erbaut.
Das Thermengebäude wurde in mehreren Ebenen errichtet, die in der Mitte über dem Thermalwasserbecken durch einen mehrgeschoßigen Raum miteinander verbunden sind. Die Dachfläche ist für den Therapie- und Saunabereich ausgebaut; ungestört von Einblicken, liegt hier der Sauna-Freiluftbereich und das Sonnendach. In der Landschaft wird die Therme als gläserner, kompakter Körper mit spiegelnden Außenwänden sichtbar. Bei Nacht beginnt der Körper zu leuchten und gibt seine Lichtstimmungen preis. Im Inneren befindet sich der Eingangs-, Shop-, Garderoben-, Wellness-, Sauna- und Gastronomiebereich. Durch die Tageslichtführung und deren Veränderbarkeit ist auch das Sonnenlicht in die Lichtstimmungen miteinbezogen.
Die Therme ist durch eine Standseilbahn direkt mit dem Hotel Nova verbunden. Weiters ist von der Therme der Bewegungspark der Stadtgemeinde über ein Drehkreuz erreichbar.